# La Vie (presque) sans le pétrole
La Vie (presque) sans le pétrole est un livre écrit par Jérôme Bonaldi sorti en 2007 aux éditions Plon sur le thème du pic pétrolier.

## Description
Le livre se décompose en deux parties, la première décrit la situation actuelle et l'imminence du problème. La deuxième partie est un ensemble de scénarios décrivant la situation en 2016 pour différentes personnes et les implications du manque de pétrole dans la vie de tous les jours.